# جون ثيودور
جون ثيودور (بالإنجليزية: Jon Theodore)‏ هو طبال أمريكي، ولد في 30 ديسمبر 1973 في بالتيمور في الولايات المتحدة.

## وصلات خارجية
- جون ثيودور على موقع ميوزك برينز (الإنجليزية)
- جون ثيودور على موقع أول ميوزيك (الإنجليزية)
- جون ثيودور على موقع ديسكوغز (الإنجليزية)